# Jindřich III. z Kuenringu
Jindřich III. z Kuenringu (kolem 1185 – kolem 1233) byl rakouský šlechtic z rodu Kuenringů.
Byl synem Hadmara II. z Kuenringu († 1217) a Eufemie z Mistelbachu. První písemná zmínka o něm a jeho starším bratru Hadmarovi pochází z roku 1204. Heinrich se oženil s Adelheid z Neuburgu a Falkensteinu, jejíž rod patřil k nejvýznamnějším v Rakousku. Jindřich byl spojencem štýrského a rakouského vévody Leopolda VI. Babenberského. Od roku 1228 byl Jindřich maršálkem a když v letech 1229–1230 Leopold VI. pobýval v Itálii byl pověřen zastupováním vévody. Po Leopoldově nečekané smrti v roce 1230 vystoupil Jindřich spolu se svým bratrem proti mladému nástupci Fridrichu II. Bojovnému. Kuenringové podpořili českého krále Václava I. při jeho vpádu na sever Rakouska. Kuenringové se zmocnili majetku Babenberků ve snaze donutit vévodu k uznání jejich práv ministeriálů. Fridrich II. nakonec odpor Kuenringů zlomil, ale v rámci usmíření Jindřicha v roce 1232 znovu jmenoval do funkce maršálka.
Podle historika Vratislava Vaníčka měl Jindřich III. dceru Giselu z Kuenringu, která se provdala za Čéče z Budivojovic a dva syny: Albera V. – linie dürnsteinská (potomci Leutold, Albero VI., Jindřich VI.) a Jindřicha IV. "Suppanus" – linie vitorazská (byl maršálek, manželka Kunhuta z Dobry a děti Marie – manžel Eberhard z Walsee, Hadmar V., Jindřich V. z Kuenringu, capitaneus Rakouska, zeť Přemysla Otakara II.)